# Kanzogoro
Kanzogoro är ett periodiskt vattendrag i Burundi.   Det ligger i provinsen Bururi, i den sydvästra delen av landet, 70 kilometer sydost om huvudstaden Bujumbura.
Omgivningarna runt Kanzogoro är en mosaik av jordbruksmark och naturlig växtlighet. Runt Kanzogoro är det tätbefolkat, med 343 invånare per kvadratkilometer.